# Bena (indumentària)

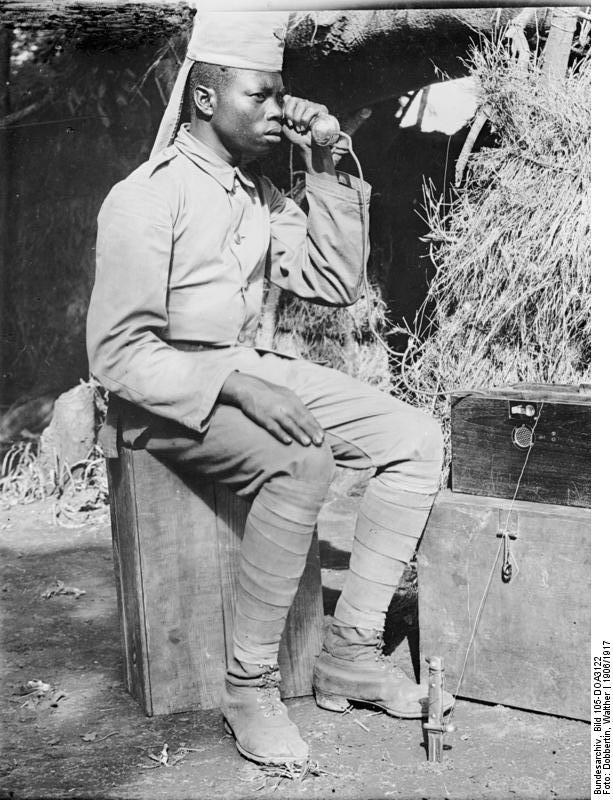
Askari colonial de l'exèrcit alemany amb benes. Tanganyika, cap al 1910.

La bena (o banda) de vestir és una llarga tira de roba --anàloga a la bena sanitària-- emprada específicament per a embolicar la part inferior de la cama, de poc més avall del genoll fins als turmells, amb el triple objectiu de reforçar la cama, de protegir-la del fred i de la humitat i, quan és usada amb pantalons, d'impedir que les botes (tan curtes) se'n surtin en fer moviments bruscos durant l'acció. La bena té, doncs, la mateixa funció que la polaina. En aquesta accepció, el mot català bena equival a l'anglès puttee; a l'espanyol venda o banda; al francès bande molletière; a l'italià fascia mollettiera; etc.
Aquest ús de les benes com a peça de vestir és tradicional a l'Indostan entre civils i militars. L'exèrcit britànic les introduí al món euròpid, on s'han emprat, essencialment, com a peça reglamentària del vestuari militar; es pot dir que com a substitut barat de les botes altes.
Durant la primera meitat del segle xx, i sota l'exemple britànic, les benes de vestir foren d'ús habitual en nombrosos exèrcits del món, sobretot per a la tropa, i en combinació amb botes de mitja canya i pantalons o calçons. Mentrestant, hom tendia a reservar les tradicionals polaines per a l'oficialitat, les tropes de cavalleria, etc., quan no duien botes altes.
Els calçons de tropa, en particular, foren dissenyats expressament --segons sembla-- per a ésser duts amb benes. En efecte: amb calçons curts, o bé molt arrapats, les benes no són tan susceptibles de fer arrugues, les quals, a banda de resultar incòmodes, podien provocar molèsties físiques, irritacions cutànies, etc. Tot i això, hi hagué exèrcits que optaren per usar les benes sobre pantalons llargs, preexistents o no; per exemple, el mateix exèrcit britànic, introductor de les benes a Europa; i l'exèrcit italià durant la Primera Guerra Mundial. En canvi, i en el mateix període, tant l'exèrcit francès com l'austro-hongarès passaren dels pantalons llargs als calçons tot just en adoptar les benes (1914-1915).

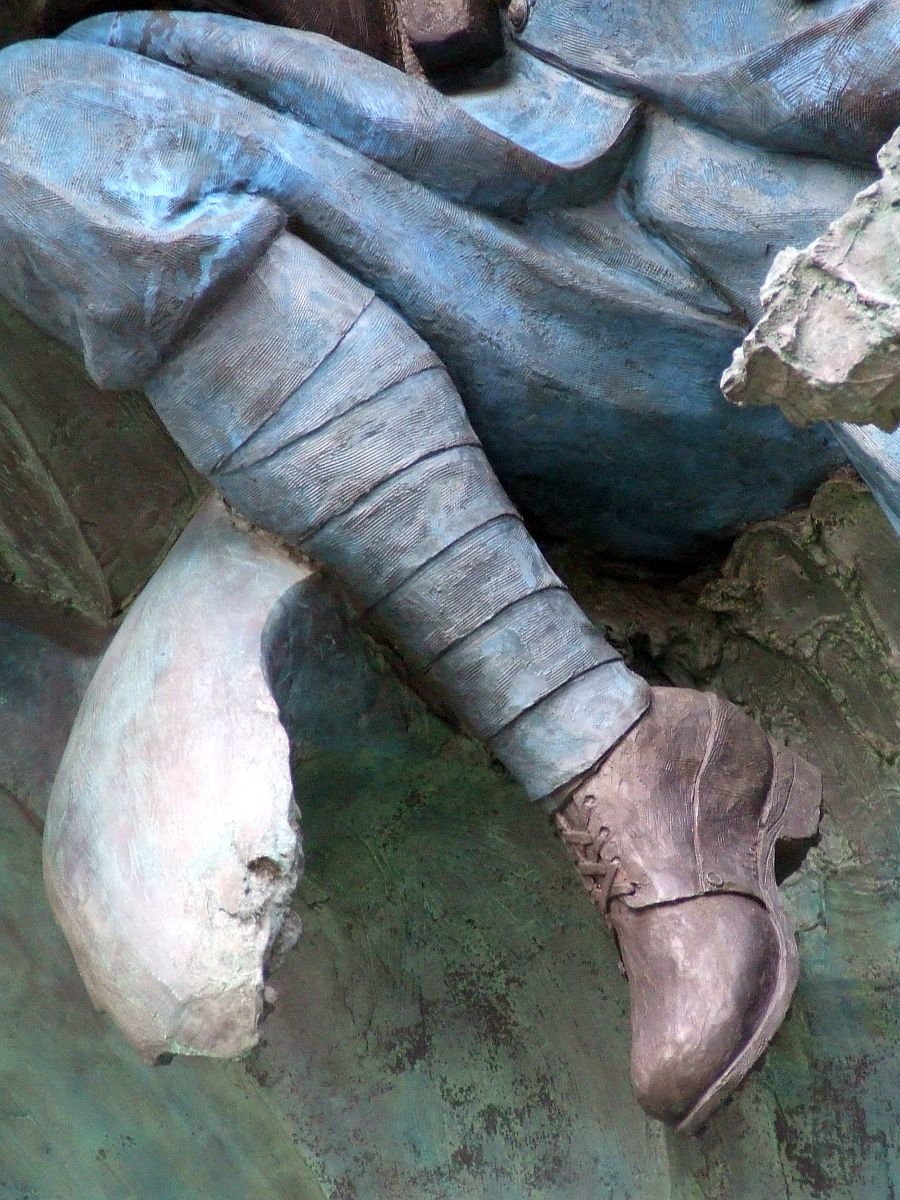
Primer pla d'unes benes militars. Detall d'un monument, Varsòvia.

Usualment, les benes emprades pels exèrcits euròpids no eren pas benes sanitàries, ni tampoc roba esquinçada, sinó un producte específicament dissenyat a aquest fi i fabricat industrialment; se servien embolicades i duien incorporada una cinta de cotó amb què mantenir-les fixes un cop s'havien col·locat.
La manera de col·locar les benes estava força estandarditzada internacionalment, però tot i així hi havia usos peculiars: l'exèrcit romanès les duia per dins de les botes, de manera que aquestes es veien en la totalitat, i les benes en sobresortien un bon tros; l'exèrcit japonès les col·locava al revés que els altres, de manera que les tires creuades quedaven a la vista en comptes de restar amagades per la resta de la bena.
La utilitat pràctica de les benes és qüestió debatuda. Segons algunes fonts, complien perfectament amb la comesa. Segons d'altres, els combatents les detestaven: qüestions estètiques a banda, sembla que era fàcil prémer-les massa i que entrebanquessin els moviments, o deixar-les massa fluixes i que caiguessin al pitjor moment; en les condicions de la guerra de trinxeres, es carregaven de fang i aigua i encara els transmetien a bota i pantalons...
Durant la segona postguerra mundial les benes foren desplaçades de l'ús militar, conjuntament amb els calçons, arran de l'adopció de pantalons llargs de campanya del nou tipus britànico-estatunidenc, combinats, simplement, amb botes de mitja canya més funcionals.

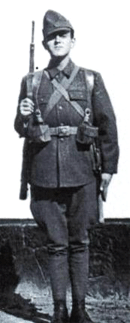
Gendarme romanès durant la Primera Guerra Mundial; observeu la manera de dur les benes per dins de les botes.
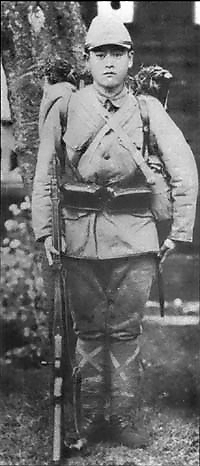
Soldat japonès durant la Segona Guerra Mundial; observeu la manera característica de dur les benes creuades en superfície.